# Dominik Kaiser
Dominik Kaiser (Mutlangen, 16 de setembro de 1988) é um ex-futebolista alemão que atuava como meio-campista.

## Carreira
Dominik Kaiser começou a carreira no 1. FC Normannia Gmünd.
Nascido em Mutlangen, na Alemanha Ocidental, Kaiser foi criado em Waldstetten e jogou para vários clubes, como TGSV Waldstetten, 1. FC Normannia Gmünd e VfL Kirchheim / Teck antes de voltar a juntar 1. FC Normannia Gmünd em 2007. Up até aos 17 anos, Kaiser jogou tênis antes de decidir sair para se concentrar totalmente no futebol. No momento de sair do tênis, ele foi considerado um dos melhores da associação nacional. 

Kaiser fez sua estréia no 1. FC Normannia Gmünd, entrando como um substituto da segunda metade, em uma derrota por 3-0 contra a Alemannia Aachen na primeira rodada do DFB-Pokal.  Desde que fez sua estréia para 1. FC Normannia Gmünd, Kaiser tornou-se uma primeira equipe regular para o lado na Oberliga Baden-Württemberg. 